# GHOST-образ
GHOST-образ — это неформальный термин для обозначения образа жесткого диска либо логического раздела жесткого диска, созданный при помощи ПО Symantec Ghost. Этот образ представляет собой архивный файл. За счет применения алгоритмов упаковки (устанавливается в опциях Ghost) GHOST-образ может занимать объем меньше, чем исходный жесткий диск (или раздел жесткого диска). GHOST-образ может содержать защиту информации (вариант стратегии защиты выбирается в опциях Ghost) которая может использоваться для защиты от несанкционирования восстановления/доступа с содержимому.
GHOST-образ применяется для резервного копирования данных, а также для этапа клонирования в развертывании, переносе операционных систем, пользовательских данных и параметров, рассылку ПО, инвентаризацию программного и аппаратного обеспечения, а также безопасную утилизацию систем.

## Работа с GHOST-образами
GHOST-образ создается при помощи ПО Ghost. Проверка целостности образа выполняется там же.

### Программы для работы с GHOST-образами
Кроме ПО Symantec, в операционной системе Windows для получения доступа к содержимому GHOST-образа возможно использование упаковщика WinRAR.
| Название программы | Возможности |
| ------------------ | --- |
| Symantec Ghost     | GHOST-образ: создание; проверка целостности; извлечение данных; все остальные операции с образом жёсткого диска: проверка целостности |
| WinRAR             | Извлечение данных (доступно в случае отсутствия защиты в GHOST-образе)                                                                |